# Dish of the Day
Albums de Fool's Garden
Once in a Blue Moon
(1993) Go and Ask Peggy for the Principal Thing
(1997)
Dish of the Day est le 2e album du groupe de pop allemand Fool's Garden, sorti en 1995. Il contient le tube Lemon Tree, et les autres singles extraits de l'album sont Wild Days et Pieces. Cet album reste à ce jour le plus populaire du groupe, il s'est classé en tête du classement de ventes en Allemagne.

## Liste des titres
1. Ordinary Man (3:30)
2. Meanwhile (4:40)
3. Lemon Tree (3:11)
4. Pieces (3:56)
5. Take Me (4:20)
6. Wild Days (3:45)
7. The Seal (4:22)
8. Autumn (3:43)
9. The Tocsin (2:54)
10. Finally (4:28)
11. One Fine Day (4:44)

## Classements et certifications
| Classement musical                 | Meilleure position |
| ---------------------------------- | ------------------ |
| Allemagne (Media Control AG)       | 1                  |
| Autriche (Ö3 Austria Top 40)       | 4                  |
| Belgique (Wallonie Ultratop)       | 28                 |
| Finlande (Suomen virallinen lista) | 21                 |
| France (SNEP)                      | 17                 |
| Norvège (VG-lista)                 | 19                 |
| Pays-Bas (Mega Album Top 100)      | 30                 |
| Suède (Sverigetopplistan)          | 22                 |
| Suisse (Schweizer Hitparade)       | 3                  |

| Pays      | Ventes    | Certifications |
| --------- | --------- | -------------- |
| Allemagne | 500 000 + | Platine        |
| Autriche  | 10 000 +  | Or             |
| Suisse    | 50 000 +  | Platine        |